# Tofogliflozin
Tofogliflozin (INN, :88 USAN, tên mã CSG452) là một loại thuốc thử nghiệm để điều trị bệnh đái tháo đường và đang được Chugai Pharma hợp tác với Kowa và Sanofi phát triển. Nó là một chất ức chế protein vận chuyển natri-glucose 2 (SGLT2), chịu trách nhiệm cho ít nhất 90% sự tái hấp thu glucose ở thận. Tính đến  tháng 9 năm 2012, thuốc đang trong giai đoạn thử nghiệm lâm sàng giai đoạn III.

## Hóa học

Tofogliflozin khan

Phân nưa hoạt động hoặc khan mẫu (ChemSpider ID: 28.530.778, CHEMBL 2.110.731) có công thức hóa học C 22 H 26 O 6 và một khối lượng phân tử của 386,44   g / mol.
Tên thông qua tofogliflozin của Hoa Kỳ áp dụng cho monohydrate, đây là hình thức được sử dụng như một loại thuốc. Tên không độc quyền quốc tế tofogliflozin áp dụng cho hợp chất khan  và dạng thuốc được gọi là hydrat tofogliflozin.